# Frank Howard
Frank Howard (Columbus, Ohio; 8 de agosto de 1936-Aldie, Virginia; 30 de octubre de 2023) fue un jugador, mánager y entrenador de béisbol estadounidense que jugó dieciséis temporadas con cuatro equipos en la MLB en las posiciones de primera base y outfielder, elegido en cuatro ocasiones al Juego de Estrellas de las Grandes Ligas de Béisbol, novato del año, dos veces líder en cuadrangulares y ganó la Serie Mundial de 1963.

## Carrera

### Jugador
Firma con Los Angeles Dodgers en 1958, aunque a mitad de año que entró al primer equipo luego de conectar 37 cuadrangulares en las ligas menores. En 1959 sería promovido nuevamente al primer equipo luego de promediar .356 en ligas menores con 37 cuadrangulares, pero sus números no fueron buenos al apenas promediar .105 en 19 partidos. Con .319 de promedio de bateo, 16 cuadrangulares y 47 RBIs en 295 turnos al bat ganó el The Sporting News Minor League Player of the Year Award de 1959.
Howard reemplazaría al retirado All-Star Carl Furillo en el jardín derecho en 1960. Ganó el premio al novato del año luego de promediar .268 con 23 cuadrangulares y 77 RBIs. sus compañeros de equipo lo apodaron "Hondo" basados en el personaje interpretado por John Wayne en esa película.

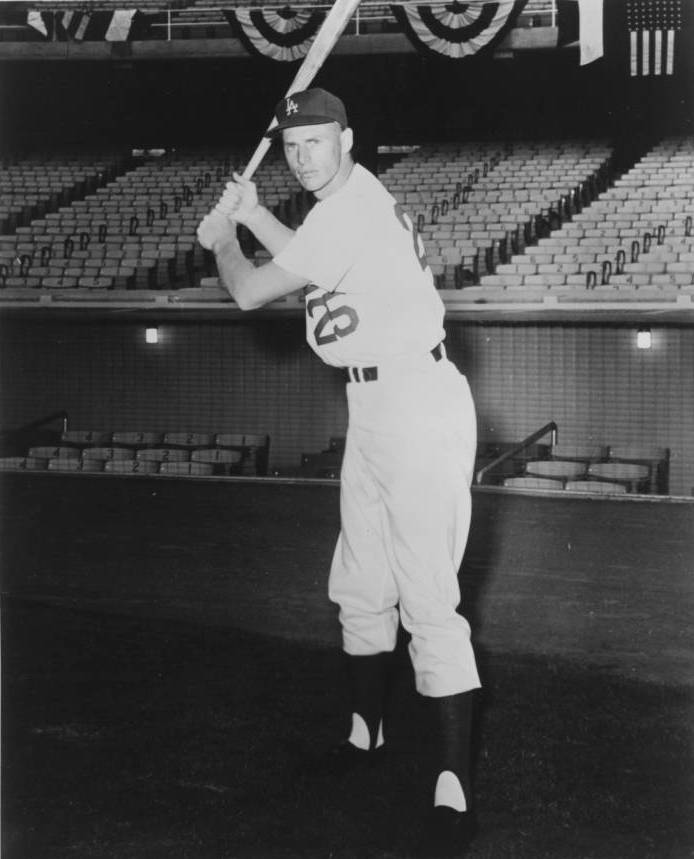
Howard en 1960

Howard conectó 98 cuadrangulares en las siguientes cuatro temporadas. En la temporada de 1962 promedió .296 con 31 cuadrangulares y terminó entres los primeros cinco de la Liga Nacional en carreras impulsadas con 119 y en slugging (.560). Ganó el premio de jugador del mes en julio con un promedio de .381 average, 12 cuadrangulares y 41 RBIs. Como outfielder fue titular en 127 partidos (solo completó 91), Howard tuvo a la defensiva 19 asistencias (líder de la liga, Johnny Callison tuvo cinco más pero en 147 partidos). cuando terminó la temporada, los Dodgers y los San Francisco Giants empataron en el primer lugar. Se jugó un playoff al mejor de tres partidos, que terminaron ganando los Giants, pero Howard terminó en noveno lugar por el MLB Most Valuable Player award.
En 1963 cayó un poco su producción ofensiva a promediar .273 con 28 cuadrangulares y 64 RBIs; pero los Dodgers ganaron la división, y su cuadrangular ante Whitey Ford rompió el empate en la quinta entrada del juego 4 de la World Series, ayudando a Los Ángeles a ganar por 2–1 sobre los New York Yankees. conectó 20 cuadrangulares en 1964, y el 4 de junio conectó un cuadrangular de tres carreras para cooperar con el juego sin hit de Sandy Koufax y vencer 3–0 a los Philadelphia Phillies; siendo en segundo juego sin hit en la carrera de Koufax, ya que su primer partido sin hit fue el 30 de junio de 1962 en la victoria por 5–0 sobre los New York Mets. Howard terminó con un promedio de bateo de.226 en 1964.
El 4 de diciembre de 1964 los Dodgers cambian a Howard, Phil Ortega, Pete Richert y Dick Nen a los Washington Senators por Claude Osteen, John Kennedy y dinero. Howard era el cuarto outfielder con Los Ángeles mientras que con los Senators pasó a ser jugador regular en la alineación. En 1965 en su primera temporada con Washington promedió .289 con 21 cuadrangulares en 143 partidos. En 1967 Howard conectó 36 cuadrangulares, tercero en la Liga Americana detrás de Harmon Killebrew y Carl Yastrzemski. En mayo de 1968 Howard conectó 10 cuadrangulares en 20 turnos al bat. Conectó 13 cuadrangulares en 16 partidos, un récord aún vigente, el cual solo ha podido se igualado por Albert Belle en 1995. Howard terminó la temporada como líder en cuadrangulares de la Liga Americana con 44, con .552 de slugging y 330 bases totales, y segundo detrás de Ken Harrelson con 106 RBI; conlo que tuvo su primera de cuatro apariciones consecutivas como All-Star. A inicios de 1968 a Howard lo alternaban como primera base con el fin de darle descanso. 
Cuando Ted Williams pasó a ser el mánager de los Senators en 1969, ayudó a Howard para que fuera un bateador más paciente. Howard tenía la costumbre de batear cualquier bola rápida que veía, sin tomar en cuanta la cantidad de lanzamientos de los lanzadores rivales, y con la ayuda, Howard se ponchó menos. Al año siguiente Howard recibió 32 bases por bola más, y fue el líder de esa estadística en la Liga Americana con 132.
En 1969 conectó 48 cuadrangulares, siendo esa su marca personal (terminó con uno menos que el líder de la liga Killebrew), 111 carreras impulsadas (segundo en la Liga Americana detrás de Reggie Jackson), promedio de bateo de .296 y .574 de slugging. De la mano de Howard, los Senators tuvieron su mejor temporada, 86–76, pero terminaron detrás de los Baltimore Orioles en la División Este. Volvió a liderar la liga con 340 bases totales, la cantidad más alta para un jugador de Washington, y tuvo 111 RBI; terminó en cuarto lugar en la votación por el JMV. En 1970 lideró la Liga Americana en cuadrangulares (44) y RBI (126); recibió 132 bases por bola para liderar la liga, y con ello un récord en la franquicia. El 2 de septiembre recibió 3 bases por bola intencionales de parte de Sam McDowell, dos de ellas para iniciar el inning. En esa temporada terminó en quinto lugar en la votación por el JMV.
Howard conectó su último cuadrangular en temporada regular con los Senators en el RFK Stadium en su último turno al bat el 30 de septiembre de 1971 ante el pitcher de los Yankees Mike Kekich. Después de eso dijo "This is utopia for me."
Los Senators se mudaron a Dallas/Fort Worth en 1972 para pasar a ser los Texas Rangers. Howard promedió .244 con nueve cuadrangulares en 95 partidos antes de ser cambiado a los Detroit Tigers en August por $20,000 luego de ser puesto en la lista de waivers. Solo bateó un cuadrangular en 33 partidos con Detroit, y fue sacado del roster en los playoffs. Su última temporada fue la de 1973, donde promedió .256 con 12 cuadrangulares como DH. Luego de que ningún equipo lo contactara en 1974, Howard pasó a jugar en la Pacific League de Japón con los Taiheiyo Club Lions. en su primer turno al bat abanicó tan fuerte que se lastimó la espalda, y no volvió a jugar.
En 16 temporadas en la MLB Howard promedió .273, tuvo .499 de slugging, conectó 382 cuadrangulares y tuvo 1,119 RBI en 1,895 partidos. sus números de por vida incluyen 864 carreras anotadas, 1,774 hits, 245 dobles, 35 triples, ocho bases robadas y porcentaje de embasado de .352; sus 1,460 ponches recibidos fue por su largo swing, el cual era de bateo de poder y por su enorme zona de strike, la cual es la quinta cantidad más alta de ponches recibidos en la historia de la MLB.

### Entrenador y Mánager

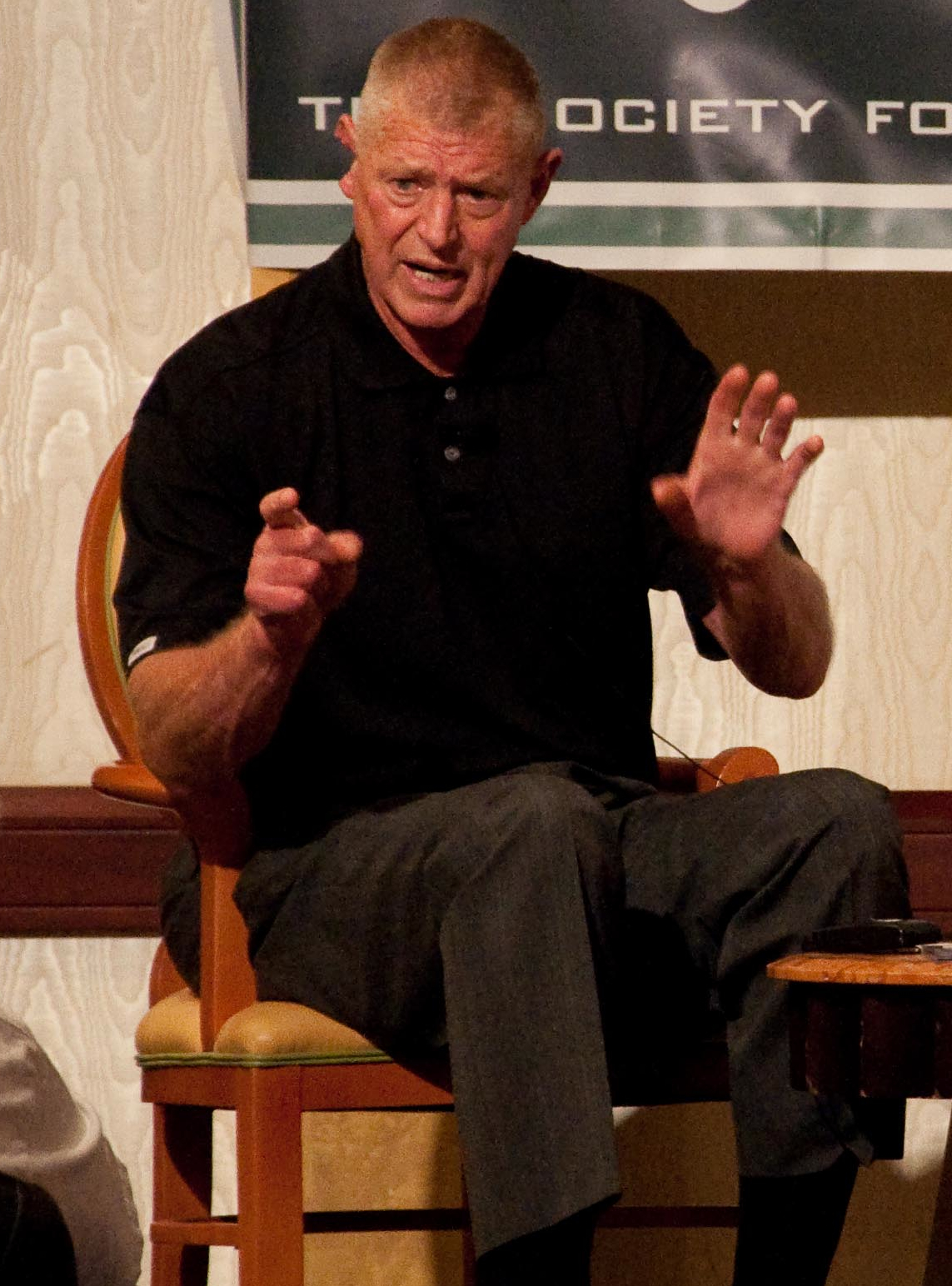
Howard en 2009

Luego de retirarse como jugador, Howard pasó a ser entrenador de los Milwaukee Brewers de 1977 a 1980 antes de pasar a ser mánager de los San Diego Padres en 1981. El equipo terminó en último lugar antes de la huelga de 1981, y Howard se fue. Fue contratado como entrenador por los New York Mets en 1982, y después pasaría a ser el mánager del equipo en los últimos 116 partidos de la temporada de 1983 luego de que George Bamberger renunciara, pero el equipo terminó en último lugar.
En su carrera como mánager tuvo un récord de 93–133. Howard regresaría a ser entrenador de los Brewers (1985–86), Mets (1994–96), Seattle Mariners (1987–88), Yankees (1989, 1991–93) y Tampa Bay Devil Rays (1998–99). A partir del 2000 trabajaría con los Yankees como instructor en el desarrollo de jugadores.
El 14 de abril de 2005 el béisbol regresa a Washington. En ese partido inaugural se rindió un homenaje a la generación de los Senators de 1971 en el cual se enfrentarían Washington Nationals contra los Arizona Diamondbacks en el RFK Stadium Howard aprovechó para pedir ayuda para el St. Jude Children's Research Hospital.

### Vida personal y muerte
Howard se casó dos veces. primero con Carol Johanski, una secretaria que trabajaba en el Green Bay Press-Gazette. Se casaron en 1958 y vivieron en Green Bay, Wisconsin, teniendo seis hijos. el matrimonio terminó en divorcio y Howard se casaría nuevamente en 1991 con su segunda esposa Donna.
Howard murió el 30 de octubre de 2023 en un hospital en Aldie, Virginia por complicaciones luego de sufrir un ataque cardíaco a los 87 años.